# توت چینی
توت چینی (نام علمی: Morus australis) نام یک گونه از سرده توت است که در جنوب شرق آسیا یافت می‌شود.